# Kochaj mnie, kochaj!
Kochaj mnie, kochaj! – polski serial obyczajowy emitowany wiosną 2006 na antenie Polsatu.
Zdjęcia plenerowe powstały w Sopocie i Chyliczkach. Ze względu na niską oglądalność zaprzestano emisji tego serialu.

## Fabuła serialu
Serial ten opowiada o miłosnych oraz zawodowych przygodach 30-letniej Anny Jaskółki. Od roku jest związana z  Dariuszem Dajewskim, przystojnym oraz ambitnym prawnikiem. Posiada on jednak dwie zasadnicze wady – jest typowym maminsynkiem, a także... śpi w skarpetkach, co bardzo przeszkadza Ani. Mama za bardzo troszczy się o mężczyznę, a tata pragnie mieć wnuki, jednak nie wtrąca się w ich sprawy. Główna bohaterka ma wspierającą i kochającą siostrę Grażynę, która bezskutecznie poszukuje „tego jedynego”. Jej nastoletnia córka o imieniu Julia ma już dosyć nowych facetów mamy. Początkowo Grażyna poznała pewnego ratownika, który okazał się draniem. Jej córka Julia na portalu internetowym poznała także ratownika, Sebastiana, który okazał się być rozsądnym i zakochanym w niej chłopakiem. Julkę denerwuje i martwi brak ojca. W przeszłości zostawił dziewczyny i opuścił je na zawsze. Grażyna bez przerwy kłóci się ze swoim tatą, Januszem. Jest on doświadczonym lekarzem w szpitalu. Tam poznaje Martę, samotną koleżankę z pracy. Okazuje ona wielką sympatię do doktora. Kłótniom Janusza i Grażyny przysłuchuje się jego żona, Krystyna. Od lat troszczy się o dom i swoją rodzinę. Ania pracuje w wydawnictwie „Miss Trendy” razem z Agą, jej najlepszą przyjaciółką. Od wielu lat kłóci się ze swoją mamą, która wtrąca się w jej życie. W internecie poznaje Maćka, chłopaka rysującego komiksy. W trakcie ich wspólnej pracy nad nowym dziełem Aga próbuje dać do zrozumienia mężczyźnie, że jest nim oczarowana, jednak on po pewnym czasie układa sobie życie z inną kobietą. Szefową wiernych koleżanek jest Eva Novina-Radzimirska, wymagająca i sroga kobieta. Z dziewczynami pracuje również sympatyczna Halinka, samotny Radek oraz podlizujący się szefowej Zbyszek. Przez pewien czas bohaterka miała jednocześnie dwóch facetów – Darka i jego wspólnika, Andrzeja. Okazuje się on zwykłym kobieciarzem, a po rozstaniu z Anią zaczyna podrywać swoją sekretarkę. Dziewczyna mści się na nim i oświadcza nowej kobiecie jej byłego, że Andrzej to babiarz. Po długim czasie nieobecności do Sopotu przyjeżdża była dziewczyna Darka o imieniu Hania. Jest ona nadal nim oczarowana mimo że ma już męża. Kiedy Darek pod nieobecność głównej bohaterki w jej mieszkaniu gości przyjaciółkę z lat szkolnych – przypadkowo oblewa ją winem podczas spożywanej kolacji, której gwiazdą jest spaghetti.  Do domu wraca rozpromieniona Ania i zastaje prawnika z jej szlafrokiem oraz Hanię w samej bieliźnie. Dziewczyna, która parę godzin temu awansowała na redaktor naczelną „Miss Trendy” nie może w to uwierzyć i uderza mężczyznę pięścią w twarz. Następuje tzw. cliffhanger.

## Obsada
- Anna Powierza – Ania Jaskółka
- Justyna Sieńczyłło – Grażyna
- Marta Walesiak – Aga
- Waldemar Błaszczyk – Darek Dajewski
- Wiktor Zborowski – Janusz Jaskółka
- Ewa Ziętek – Krystyna Jaskółka
- Julia Pietrucha – Julka
- Marta Klubowicz – Eva Novina-Radzimirska
- Ewa Żukowska – Halina
- Andrzej Młynarczyk – Zbyszek
- Artur Chamski – Radek
- Grażyna Szapołowska – Danuta Dajewska
- Jan Nowicki – Grzegorz Dajewski
- Zuzanna Paluch – Marta Zdrojewska
- Maria Maj – Jadwiga
- Paweł Tomaszewski – Maciek
- Adrianna Jaroszewicz – sekretarka Darka
- Lech Sołuba – mężczyzna w hurtowni

## Spis odcinków
| Nr | Polski tytuł                |
| -- | --------------------------- |
| 1  | W sieci                     |
| 2  | Mamuśka                     |
| 3  | Giełda samotnych nicków     |
| 4  | Operacja: Złamane serce     |
| 5  | Pozycja na żurawia i czaplę |
| 6  | Szczerość za szczerość      |
| 7  | Mężczyzna zmiennym jest     |
| 8  | Zemsta nietoperza           |
| 9  | Podwójne życie Jaskółki     |
| 10 | Solidarność plemników       |
| 11 | Do czego służą mężczyźni    |
| 12 | Co za dużo to nie zdrowo    |
| 13 | Pies ogrodnika              |
| 14 | Pola na plantatora          |
| 15 | Niespodzianka               |